# ギヨーム5世 (ヌヴェール伯)
ギヨーム5世（フランス語：Guillaume V, 1168年 - 1181年10月17日）は、ヌヴェール伯、オセール伯およびトネール伯（在位：1175年 - 1181年）。
ギヨーム5世はヌヴェール伯ギーとマティルド・ド・ブルゴーニュの息子である。

## 生涯
1175年に父ギーが死去し、ギヨームが伯位を継承したが、母マティルドの摂政下の置かれた。ギヨームは1181年に早世し、妹アニェスが伯位を継承した。